# Houston Aeros
Houston Aeros byl profesionální americký klub ledního hokeje, který sídlil v Houstonu ve státě Texas. Své domácí zápasy hrála "Letadla" v tamní aréně Toyota Center, ve které působí rovněž klub NBA Houston Rockets. Houston byl součástí soutěže od sezony 2001/02, kdy se do ní přesunul ze zaniklé IHL.
Klub byl založen v roce 1994 a zvolil si stejný název jako celek, který hrál v 70. letech WHA a za který nastupoval legendární Gordie Howe. Jeho číslo 9 bylo i u nových "Aeros" vyřazeno ze sady dresů. Klub získal v roce 2003 Calder Cup za vítězství v AHL, v sezoně 2010/11 prohrál ve svém druhém finále s Binghamton Senators. V sezoně 1998/99 dokázal vyhrát i zaniklou IHL. Jednalo se v době zániku o farmářský celek týmu NHL Minnesota Wild.
Od sezony 2013/14 se mužstvo přestěhovalo do Iowy, kde začalo působit pod názvem Iowa Wild.

## Vyřazená čísla
- 9 (Gordie Howe)

## Úspěchy klubu
- Vítěz AHL - 1× (2002/03)
- Vítěz západní konference - 1× (2002/03, 2010/11)
- Vítězové divize - 1× (2002/03)
- Úspěchy v IHL - 1× vítěz(1998/99), 1× vítěz základní části(1998/99), 1× vítěz divize(1998/99)

## Výsledky

### Základní část

#### IHL
Zdroj: 
| Sezona  | Zápasy | Výhry | Prohry | Remízy | Prohry(pr.) | Prohry(s.n.) | Body | Góly vstřelené | Góly inkasované | Umístění v divizi |
| ------- | ------ | ----- | ------ | ------ | ----------- | ------------ | ---- | -------------- | --------------- | ----------------- |
| 1994/95 | 81     | 38    | 35     | —      | 8           | —            | 84   | 272            | 283             | 2. v Centrální    |
| 1995/96 | 82     | 29    | 45     | —      | 8           | —            | 66   | 262            | 328             | 5. ve Centrální   |
| 1996/97 | 82     | 44    | 30     | —      | 8           | —            | 96   | 247            | 228             | 2. ve Jihozápadní |
| 1997/98 | 82     | 50    | 22     | —      | 10          | —            | 110  | 268            | 214             | 2. ve Jihozápadní |
| 1998/99 | 82     | 54    | 15     | —      | 13          | —            | 121  | 307            | 209             | 1. ve Jihozápadní |
| 1999/00 | 82     | 44    | 29     | —      | 9           | —            | 97   | 219            | 197             | 3. v Západní      |
| 2000/01 | 82     | 42    | 32     | —      | 8           | —            | 92   | 229            | 245             | 2. v Západní      |

#### AHL
Zdroj: 
| Sezona  | Zápasy | Výhry | Prohry | Remízy | Prohry(pr.) | Prohry(s.n.) | Body | Góly vstřelené | Góly inkasované | Umístění v divizi |
| ------- | ------ | ----- | ------ | ------ | ----------- | ------------ | ---- | -------------- | --------------- | ----------------- |
| 2001/02 | 80     | 39    | 26     | 10     | 5           | —            | 93   | 234            | 232             | 2. v Západní      |
| 2002/03 | 80     | 47    | 23     | 7      | 3           | —            | 104  | 266            | 222             | 1. v Západní      |
| 2003/04 | 80     | 28    | 34     | 14     | 4           | —            | 74   | 197            | 220             | 4. v Západní      |
| 2004/05 | 80     | 40    | 28     | —      | 6           | 6            | 93   | 212            | 195             | 4. v Západní      |
| 2005/06 | 80     | 50    | 24     | —      | 3           | 3            | 106  | 285            | 242             | 2. v Západní      |
| 2006/07 | 80     | 27    | 43     | —      | 4           | 6            | 64   | 205            | 269             | 7. v Západní      |
| 2007/08 | 80     | 45    | 29     | —      | 2           | 4            | 96   | 206            | 183             | 3. v Západní      |
| 2008/09 | 80     | 38    | 31     | —      | 2           | 9            | 87   | 218            | 230             | 3. v Západní      |
| 2009/10 | 80     | 34    | 34     | —      | 7           | 5            | 80   | 206            | 224             | 7. v Západní      |
| 2010/11 | 80     | 46    | 28     | —      | 1           | 5            | 96   | 238            | 211             | 2. v Západní      |
| 2011/12 | 76     | 35    | 25     | —      | 5           | 11           | 86   | 202            | 206             | 4. v Západní      |
| 2012/13 | 76     | 40    | 26     | —      | 5           | 6            | 90   | 212            | 190             | 4. v Jižní        |

### Play off

#### IHL
Zdroj: 
| Sezona  | 1. kolo                    | 2. kolo                     | Finále konference          | Finále Turner Cupu         |
| ------- | -------------------------- | --------------------------- | -------------------------- | -------------------------- |
| 1994/95 | porážka, 1–3, Phoenix      | —                           | —                          | —                          |
| 1995/96 | mužstvo se nekvalifikovalo | mužstvo se nekvalifikovalo  | mužstvo se nekvalifikovalo | mužstvo se nekvalifikovalo |
| 1996/97 | postup, 3–0, Las Vegas     | postup, 4–1, San Antonio D. | porážka, 1–4, Long Beach   | —                          |
| 1997/98 | porážka, 1–3, Milwaukee    | —                           | —                          | —                          |
| 1998/99 | postup, 3–2, Long Beach    | nehrálo se                  | postup, 4–3, Chicago       | titul, 4–3, Orlando        |
| 1999/00 | postup, 4–1, Utah          | porážka, 2–4, Chicago       | —                          | —                          |
| 2000/01 | porážka, 3–4, Manitoba     | —                           | —                          | —                          |

#### AHL
Zdroj: 
| Sezona  | 1. kolo                                                       | 2. kolo                                                       | Finále konference                                             | Finále Calder Cupu                                            |
| ------- | ------------------------------------------------------------- | ------------------------------------------------------------- | ------------------------------------------------------------- | ------------------------------------------------------------- |
| 2001/02 | postup, 3–2, Utah                                             | postup, 4–0, Hershey                                          | porážka, 1–4, Chicago                                         | —                                                             |
| 2002/03 | postup, 3–0, Milwaukee                                        | postup, 4–2, Norfolk                                          | postup, 4–3, Grand Rapids                                     | Vítěz AHL, 4–3, Hamilton                                      |
| 2003/04 | mužstvo se nekvalifikovalo (předkolo porážka 0–2, Cincinnati) | mužstvo se nekvalifikovalo (předkolo porážka 0–2, Cincinnati) | mužstvo se nekvalifikovalo (předkolo porážka 0–2, Cincinnati) | mužstvo se nekvalifikovalo (předkolo porážka 0–2, Cincinnati) |
| 2004/05 | porážka, 1–4, Chicago                                         | —                                                             | —                                                             | —                                                             |
| 2005/06 | postup, 4–0, Peoria                                           | porážka, 0–4, Milwaukee                                       | —                                                             | —                                                             |
| 2006/07 | mužstvo se nekvalifikovalo                                    | mužstvo se nekvalifikovalo                                    | mužstvo se nekvalifikovalo                                    | mužstvo se nekvalifikovalo                                    |
| 2007/08 | porážka, 1–4, Rockford                                        | —                                                             | —                                                             | —                                                             |
| 2008/09 | postup, 4-3, Peoria                                           | postup, 4-3, Milwaukee                                        | porážka, 2-4, Manitoba                                        | —                                                             |
| 2009/10 | mužstvo se nekvalifikovalo                                    | mužstvo se nekvalifikovalo                                    | mužstvo se nekvalifikovalo                                    | mužstvo se nekvalifikovalo                                    |
| 2010/11 | postup, 4-0, Peoria                                           | postup, 4-3, Milwaukee                                        | postup, 4–3, Hamilton                                         | Finále AHL, 2-4, Binghamton                                   |
| 2011/12 | porážka, 1–3, Oklahoma City                                   | —                                                             | —                                                             | —                                                             |
| 2012/13 | porážka, 2–3, Grand Rapids                                    | —                                                             | —                                                             | —                                                             |

## Klubové rekordy

### Za sezonu
Góly: 47, Patrick O'Sullivan (2005/06)
Asistence: 88, Brian Wiseman (1998/99)
Body: 110, Kirby Law (2005/06)
Trestné minuty: 333, Gord Donnelly (1995/96)
Průměr obdržených branek: 2.01, Josh Harding (2004/05)
Procento úspěšnosti zákroků: .930, Josh Harding (2004/05)
u brankářských rekordů bráno v potaz alespoň 25 odchytaných utkání v sezoně

### Celkové
Góly: 132, Mark Freer
Asistence: 210, Mark Freer
Body: 342, Mark Freer
Trestné minuty: 721, Eric Reitz
Čistá konta: 18, Frederic Chabot
Vychytaná vítězství: 126, Frederic Chabot
Odehrané zápasy: 469, Mark Freer